# 阿尔·麦金尼斯
阿尔·麦金尼斯（英語：Al MacInnis，1963年7月11日—），加拿大男子冰球运动员。他曾代表加拿大国家队参加1998年和2002年冬季奥林匹克运动会冰球比赛，其中2002年冬季奥运会获得一枚金牌。